# Sabre
Pour les articles homonymes, voir Sabre (homonymie).

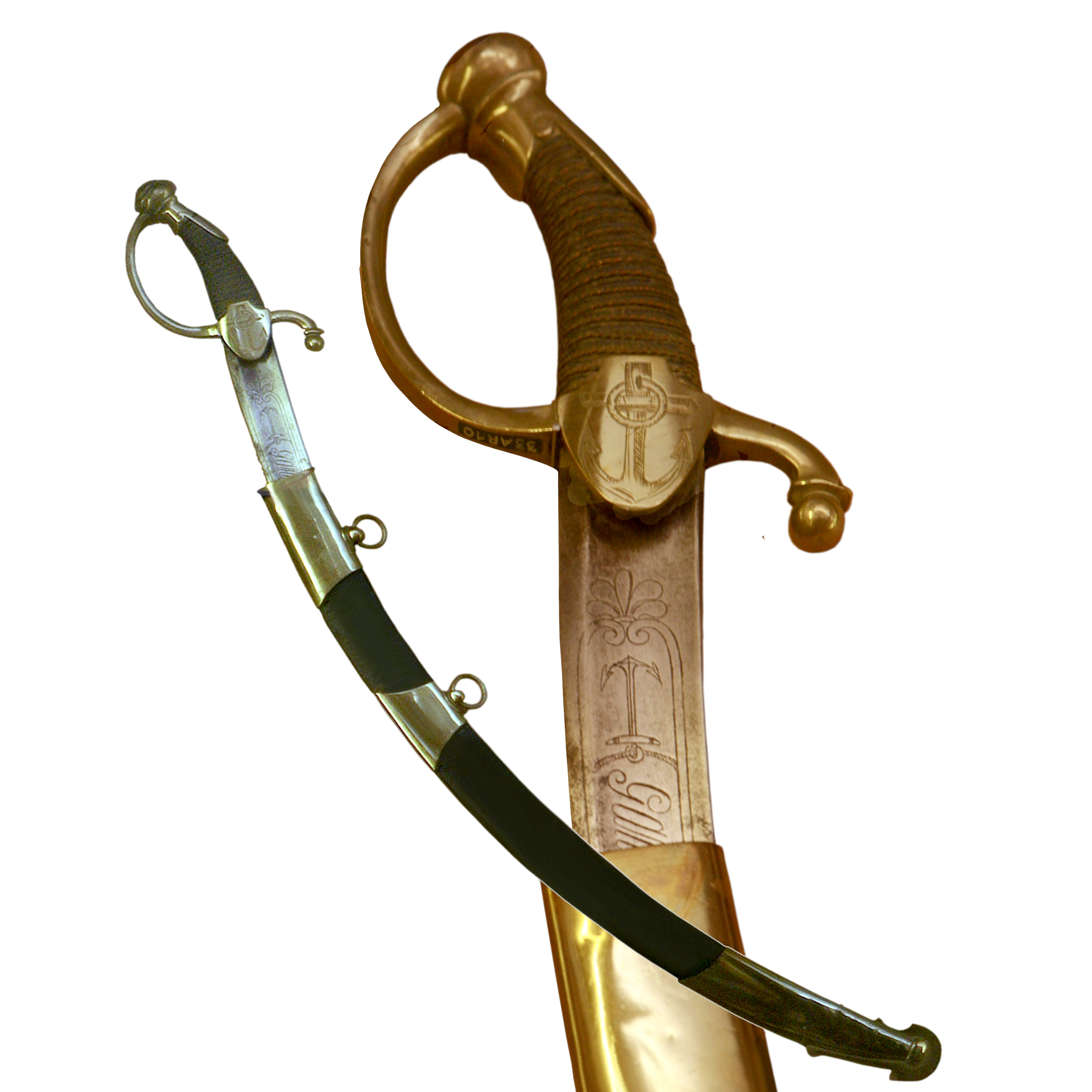
Sabre français des marins de la Garde, typique du Premier Empire.

Le sabre (du hongrois szablya) est une arme blanche d'estoc et de taille, dont on utilise la pointe et le tranchant. Il est souvent courbe mais peut aussi être droit (par exemple pour les officiers d'infanterie de l'armée napoléonienne). Sa véritable caractéristique distinctive est son tranchant unique (ce qui le distingue de l'épée, qui possède deux tranchants) ; toutefois en escrime moderne, le sabre, arme conventionnelle, peut frapper d'estoc, de taille et de contre-taille tandis que le fleuret et l'épée sont uniquement des armes d'estoc. Le sabre (arme historique dont il est question dans le présent article) peut être utilisé à une ou deux mains en fonction de son type.

## Étymologie
Attesté en français à la fin du XVIe siècle, le mot sabre vient, par l'intermédiaire de l'allemand säbel, du hongrois szablya, ( « instrument pour couper avec »).

## Différents types de sabres

### Sabres français
L'histoire du sabre français remonte à plusieurs siècles. Les différents modèles sont définis par des règlements depuis la fin du XVIIe siècle, et sont mis en dotation pour l'infanterie, la cavalerie, l'artillerie, ainsi que les troupes de marine de l'armée française. Armes de prestiges pour officiers, ou encore outils des charges héroïques du premier empire, ces armes sont un témoignage de l'histoire de France.
- Sabre briquet : sabre court légèrement recourbé en usage dans l'infanterie des XVIIIe et XIXe siècles ;
- Sabre dit "bancal" : sabre courbe de la cavalerie lourde et de ligne, au XIXe siècle ;
- Latte : sabre droit des cuirassiers et des carabiniers (cavalerie lourde) ;
- Sabre à la mamelouk : sabre long (inspiré de la forme du cimeterre) utilisé après la campagne d'Égypte par les officiers de cavalerie de l'armée napoléonienne ;
- Sabre d'abordage ou "cuillère à pot": sabre court et épais ou la main est protégée par une garde en coquille, en usage dans la marine. le terme de "cuillère à pot" tient de sa ressemblance avec une louche.

### Sabres japonais
- Bokken : sabre de bois dur destiné à l'entraînement des samouraïs ;
- Suburitō : modèle poids lourd du Bokken (minimum 1 kg, le poids moyen du katana), destiné à muscler le samouraï lorsqu'il fait des exercices dans le vide (suburi), les versions dépassant les 5 kg sont rares, mais il existe des suburitô allant au-delà de 10 kg, nécessitant une force herculéenne ;
- Daishō : ensemble de deux sabres japonais utilisé par les samouraïs composés du katana (sabre long) et du wakizashi (sabre court) ;
- Katana : sabre japonais similaire au tachi, mais porté le tranchant de la lame vers le haut pour permettre un dégainage plus rapide ;
- Ninjatō : petit sabre japonais utilisé par les ninjas, la lame est généralement droite et parfois teinte en noir afin d'être camouflée lors d'opérations nocturnes ;
- Nodachi : grand sabre japonais (supérieur à 120 cm) basé sur la forme tachi ; ces armes pouvaient atteindre près de deux mètres, les plus grands modèles ne pouvaient pas être portés à la ceinture et on utilisait souvent un écuyer pour les dégainer ;
- Shinai : "sabre" en lattes de bambou utilisé dans le kendo, sa forme le rapproche plus en fait d'une épée (il est droit et n'a pas de tranchant puisque de forme tubulaire) ;
- Tachi : sabre courbe japonais, porté le tranchant de la lame vers le bas, type de sabre préféré des samouraïs à cheval (à cause de sa courbure plus importante que celle d'un katana), c'est l'ancêtre du katana.

### Autres types de sabre
- Bagua Dao : sabre chinois de plus d'un mètre de long ;
- Chachka : sabre caucasien sans garde employé par l’armée impériale russe ;
- Cimeterre : Grand sabre oriental inventé par les Perses. Connu pour son usage dans les conquêtes Arabes ;
- Flissa (Flyssa ou Flissah) : Grand sabre droit à pointe effilée et à double courbure du tranchant, des tribus Berbères de Kabylie en Algérie ;
- Machaira : sabre courbe utilisé dans la Grèce antique par la cavalerie macédonienne ;
- Nimcha : sabre arabe ;
- Yatagan : sabre d'origine balkanique autrefois utilisé par le peuple ottoman et d'Alger ;
- Kılıç : sabre d'origine ottomane ;
- Fauchon : sabre médiéval utilisé intégralement en Europe.
- Khépesh : sabre de l'Égypte antique à la forme recourbée très particulière
- Falcata : sabre utilisé dans la péninsule Ibérique par les Ibères.

### Sabres de fiction
- Sabre laser, ou sabrolaser (lightsaber), utilisé dans Star Wars, mais aussi sous d'autres formes dans la série X-Or et dans le dessin animé Ulysse 31 (il s'agit ici d'ailleurs d'un pistolet-sabre laser)
- La Gunblade, utilisée dans la série de jeux vidéo Final Fantasy, est une lame à un seul tranchant montée sur un revolver à la place du canon, dépourvue de garde, et dont la poignée est la crosse de celui-ci.

## Galerie

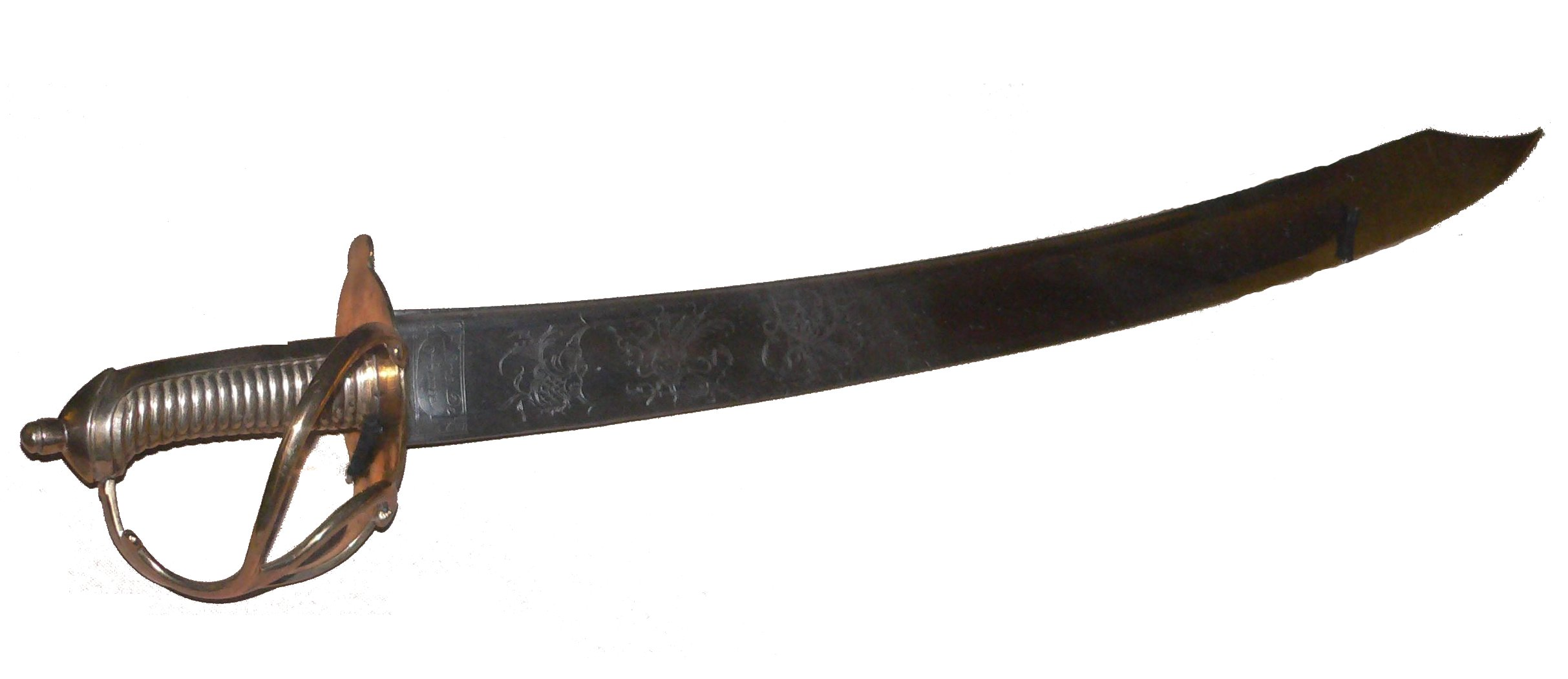
Sabre d'abordage de la Marine française.
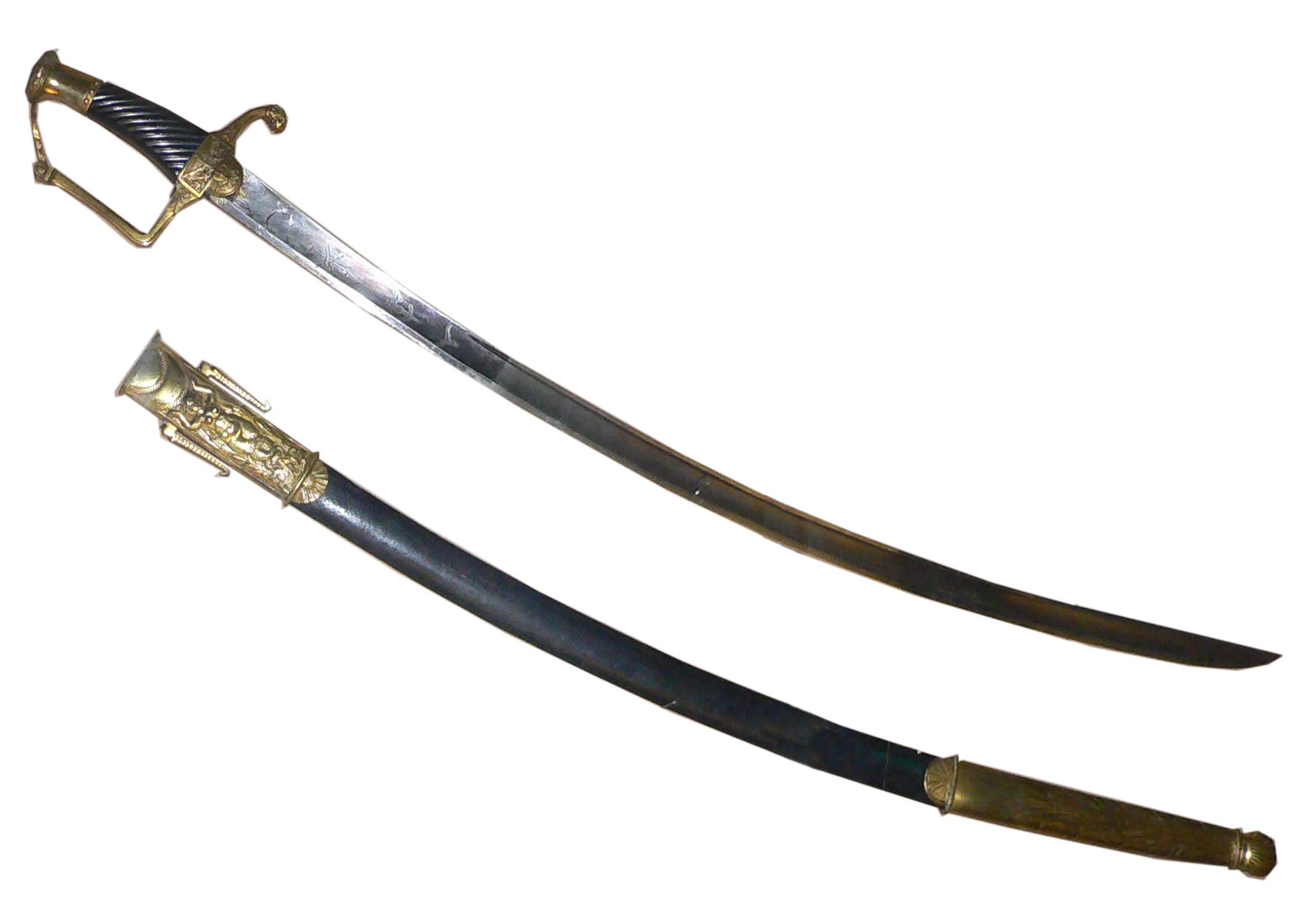
Sabre d'officier de la Marine française, modèle Prairial an XII.
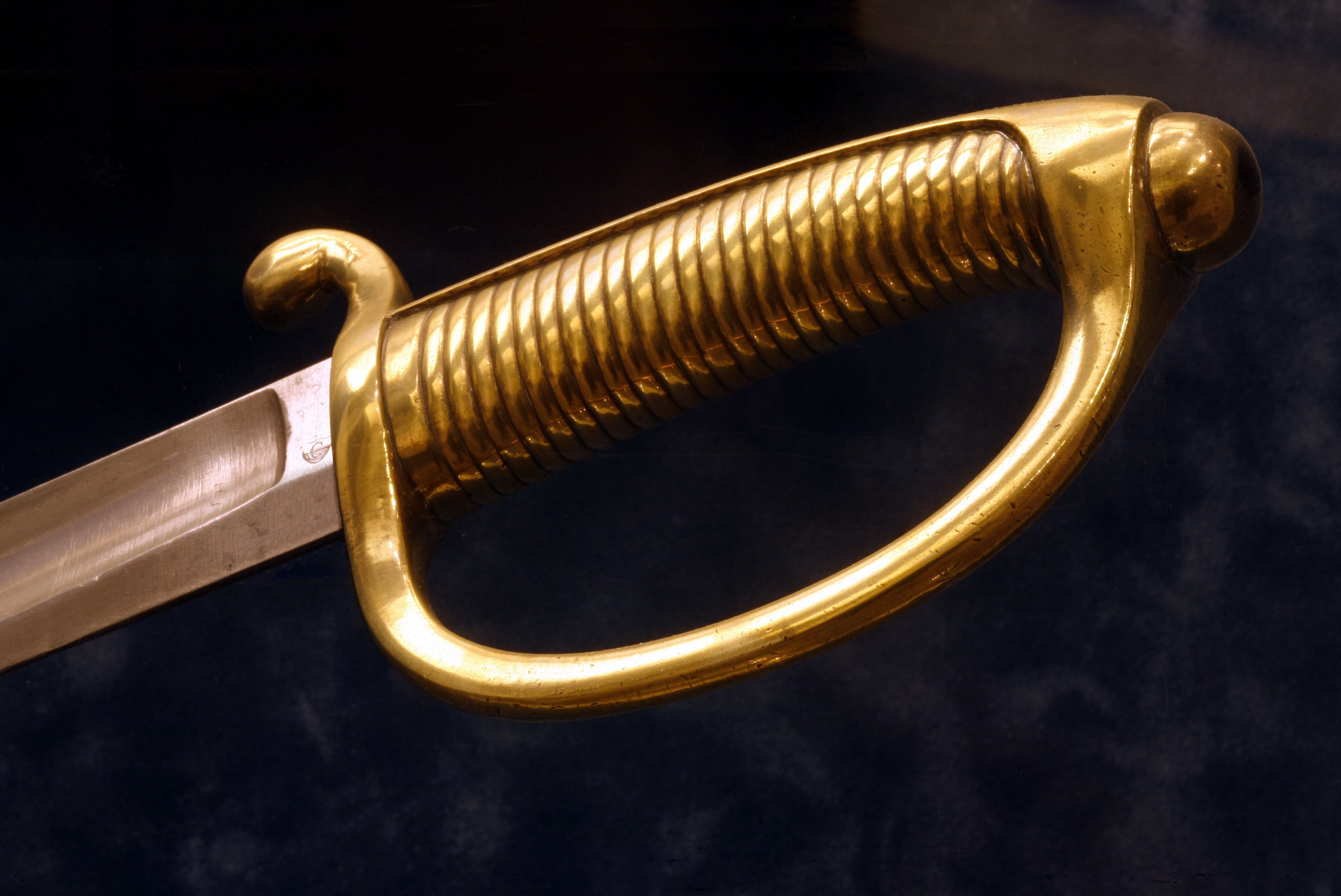
Poignée d'un « briquet », sabre d'infanterie typique des Guerres napoléoniennes.
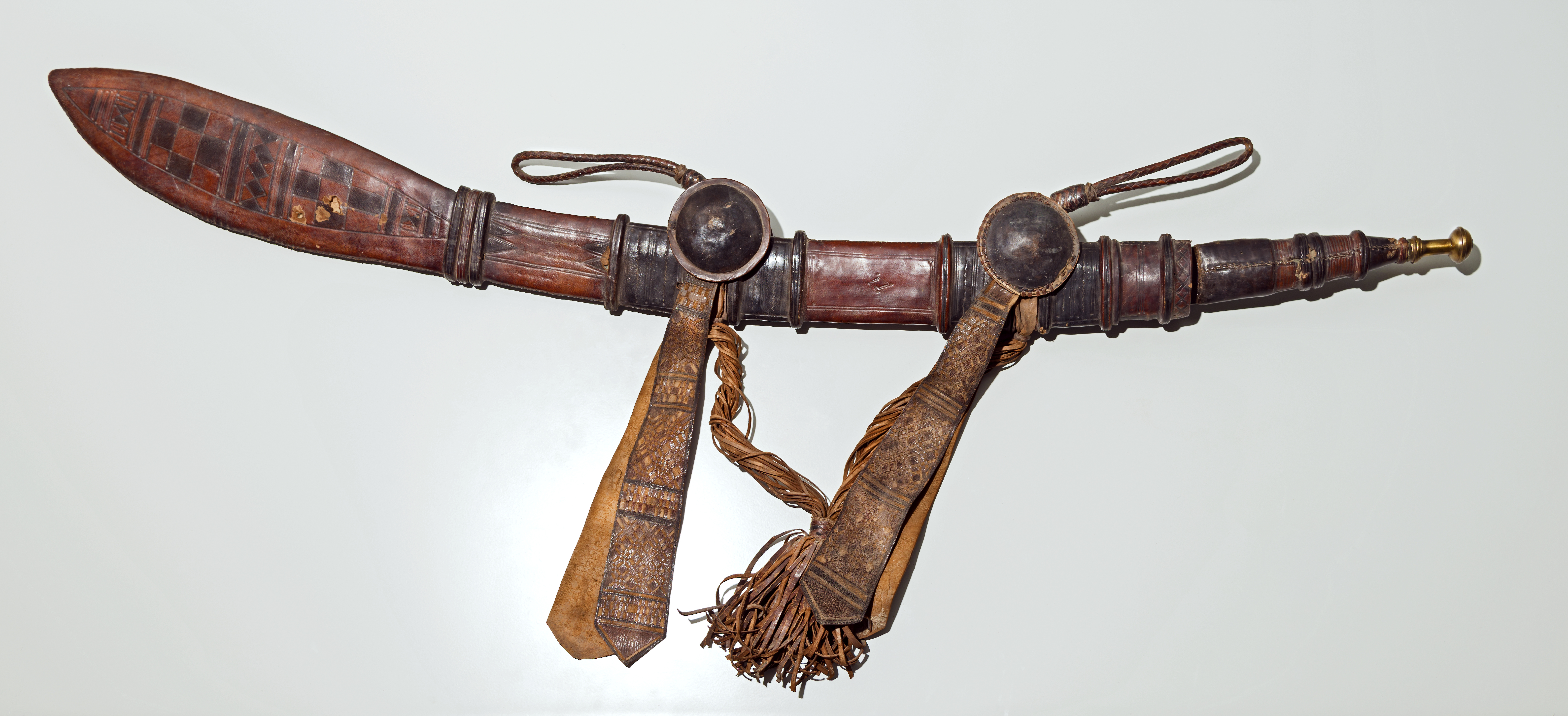
Sabre Malinké Collection Galliéni Muséum de Toulouse.
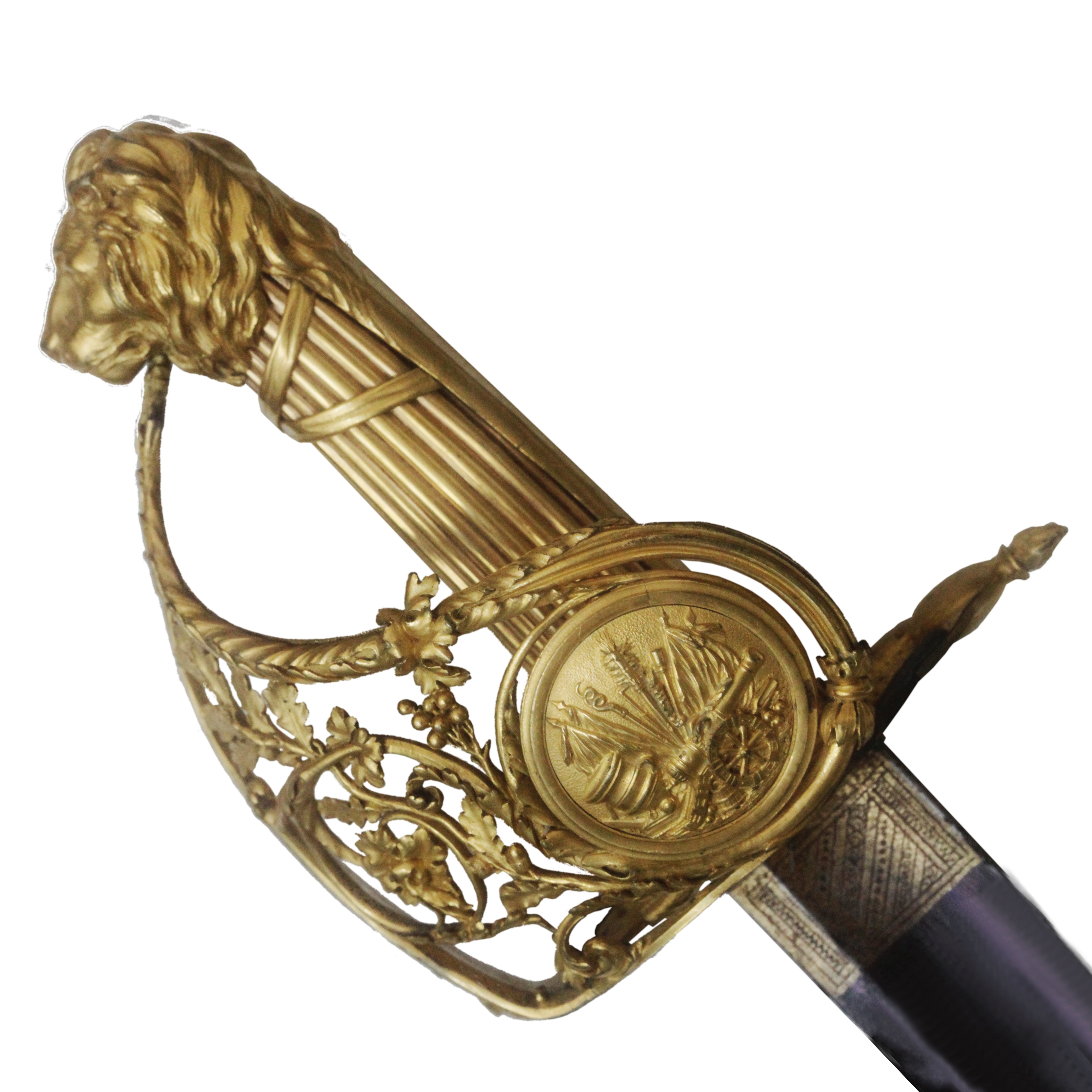
Sabre de la garde nationale (musée de la Révolution française).
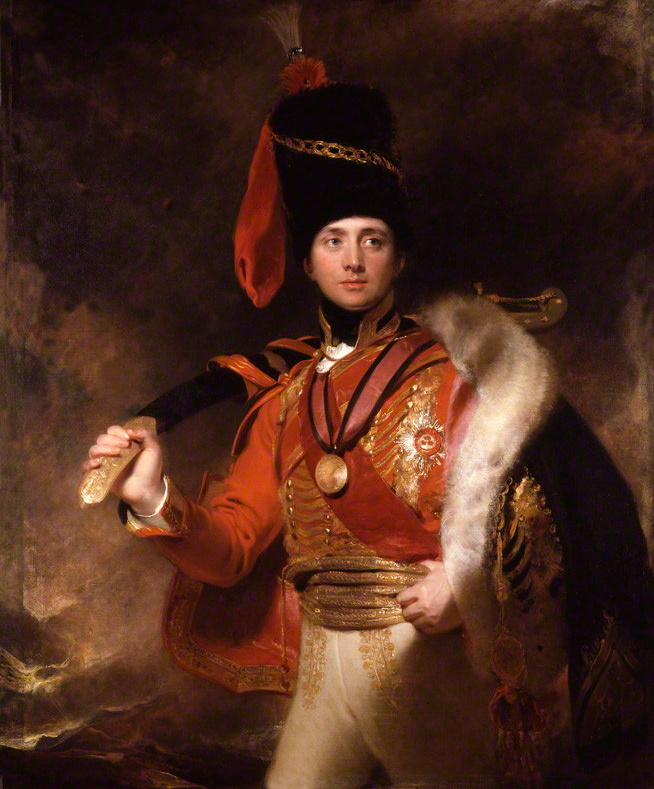
Un général hussard britannique armé d'un Kiliç (mis au fourreau) de fabrication turque (1812).
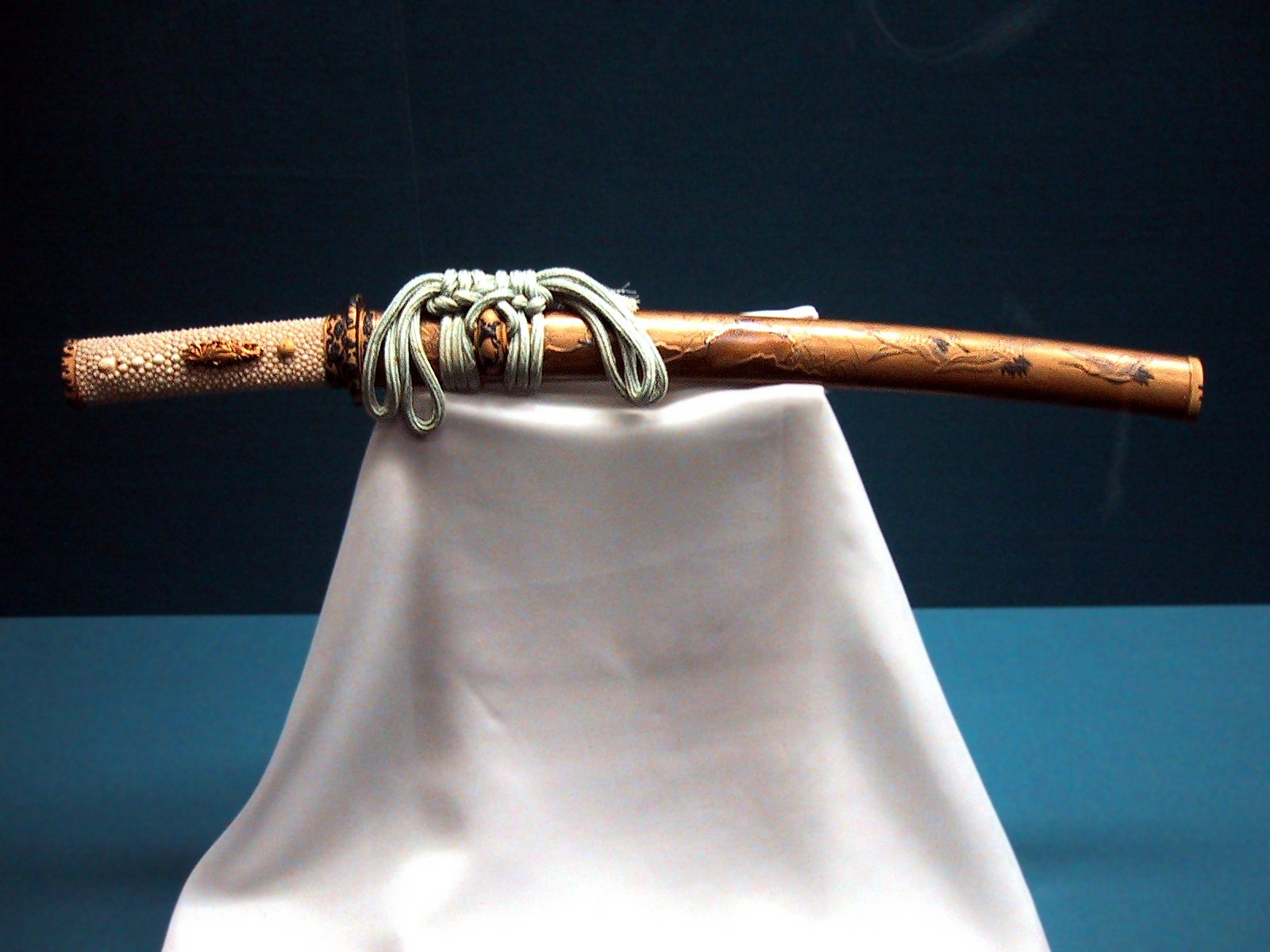
Sabre japonais wakizashi de l'Époque d'Edo.
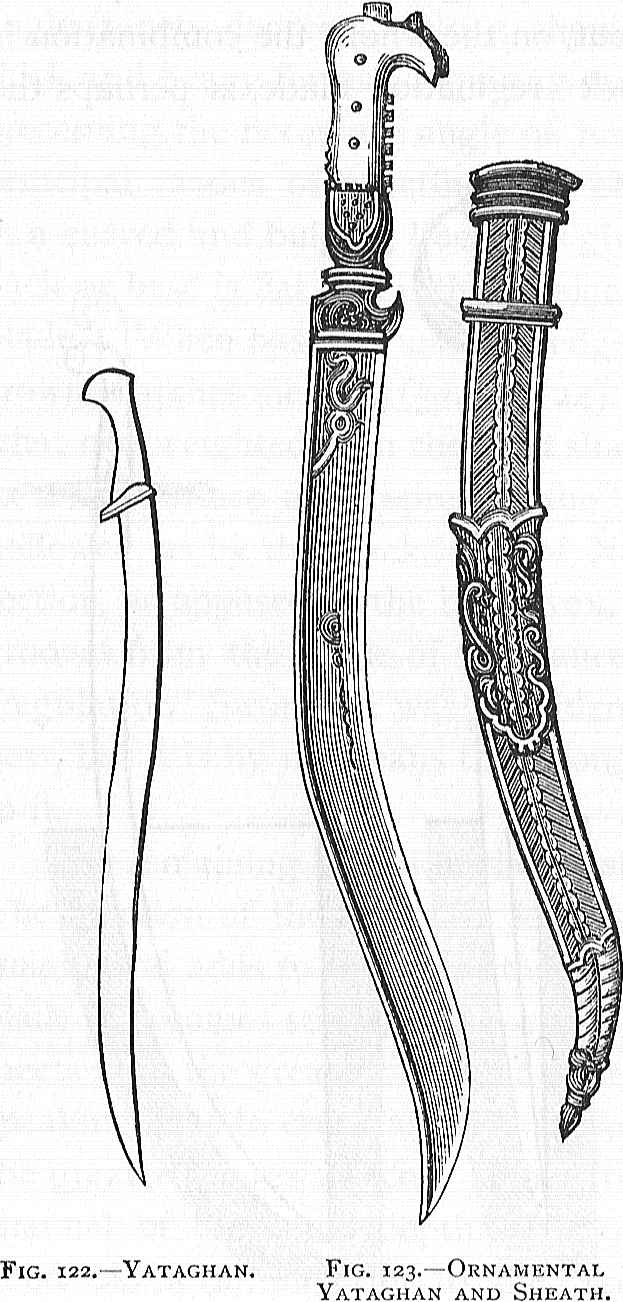
Yatagans turcs.
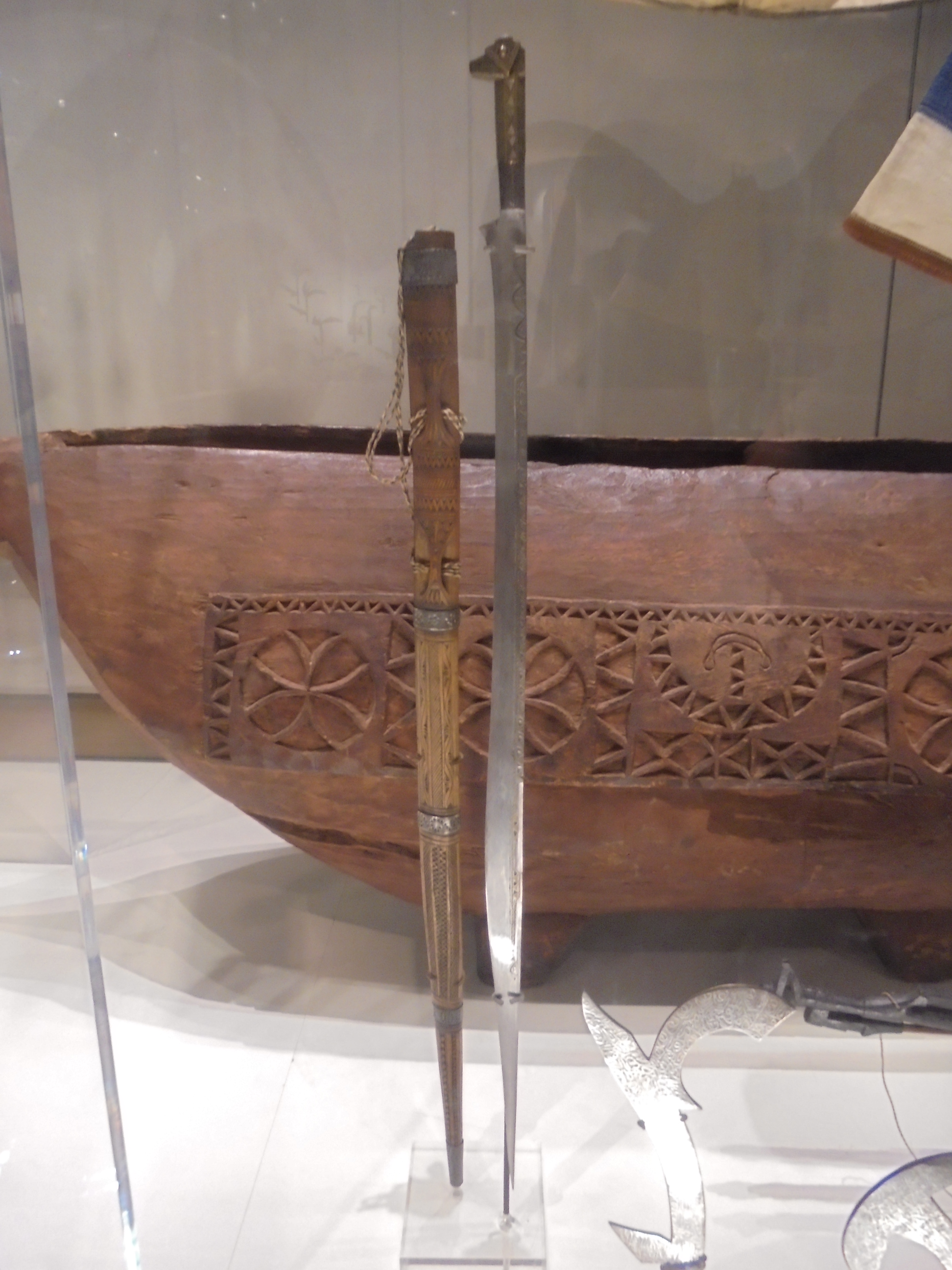
Sabre Flissa d'une tribu Kabyle d'Algérie exposé au British Museum.

## Symbolique du sabre

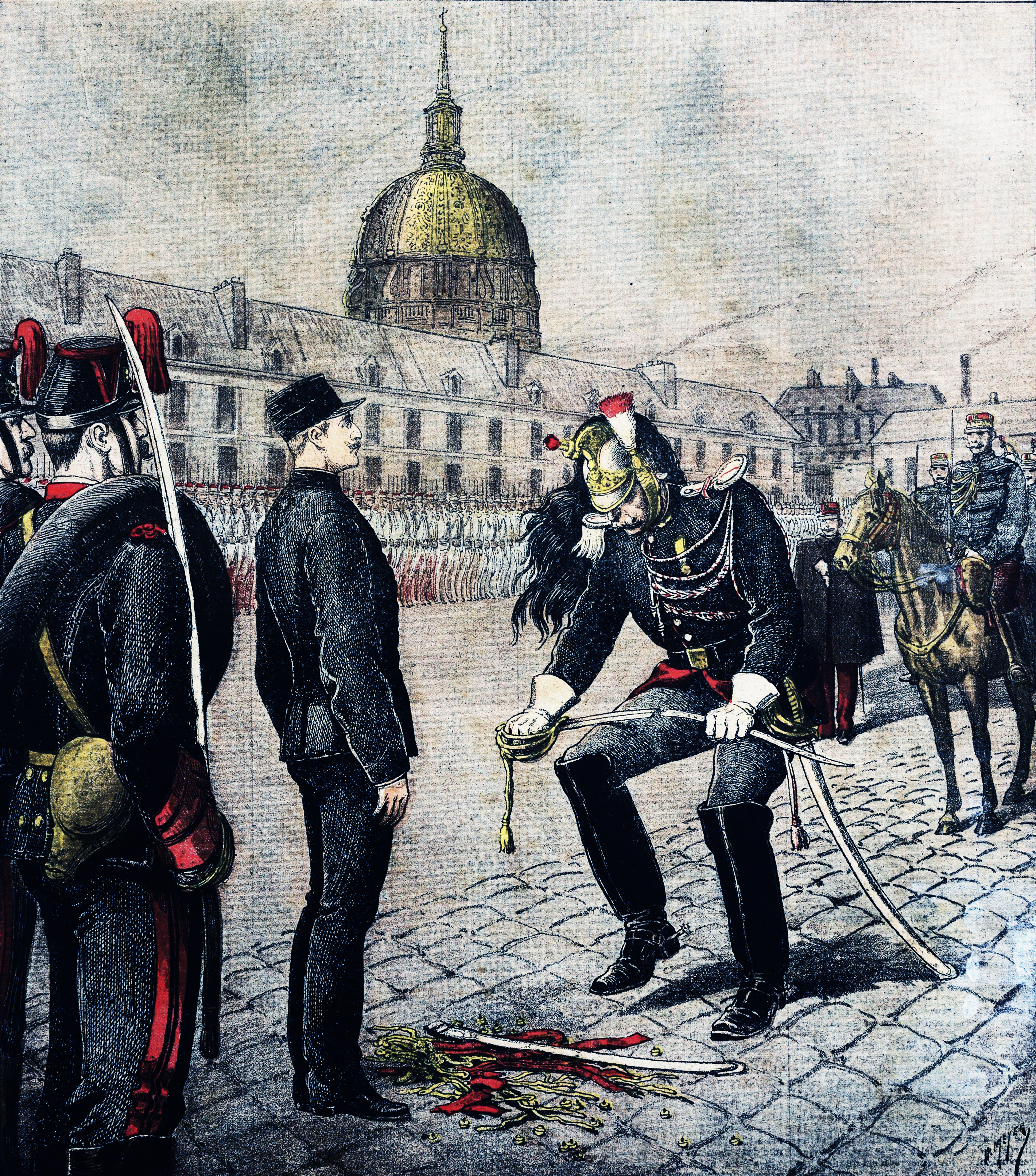
Dégradation d'Alfred Dreyfus le 5 janvier 1895. La scène du bris de sabre rappelle la cérémonie médiévale humiliante au cours de laquelle la lame de l'épée du combattant couard ou félon est détruite, ce qui symbolise son exclusion de l'armée ou de la force militaire.

Le sabre est un symbole militaire ou religieux qui apparaît par exemple dans le drapeau de l'Arabie saoudite ou dans le drapeau pirate.

## Sabres célèbres
- Le sabre que le premier consul Bonaparte portait lors de la bataille de Marengo a été vendu aux enchères en juin 2007 pour 4,8 millions d'euros (trois fois l'estimation).
- Un sabre du premier consul Bonaparte, réalisé par la célèbre maison Lepage (ou Le Page), est exposé au musée des Gardes suisses de Rueil-Malmaison.